# Tamara Ruben

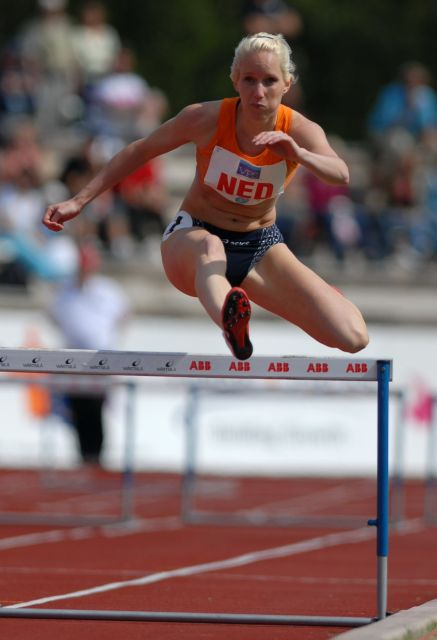
Tamara Ruben (Europacup 2007)

Tamara Ruben (11 juni 1982) is een Nederlandse atlete uit Veenendaal, die zich heeft toegelegd op de hordeloop en de sprint. Ze werd driemaal Nederlands kampioene, waarvan tweemaal op de 400 m horden (outdoor) en eenmaal op de 200 m (indoor). Daarnaast werd ze eerste bij de Glamour Stiletto run 2008 en won hiermee €10.000 aan kleedgeld.

## Loopbaan
In 2002 werd Ruben op de 400 m horden tweede op de Nederlandse kampioenschappen. Een jaar later veroverde zij haar eerste nationale titel: tijdens de NK indoor in Gent won zij de 200 m, die zomer gevolgd door een gouden plak op de 400 m horden tijdens de Nederlandse baankampioenschappen in het Amsterdams Olympisch Stadion. Haar winnende tijd was 59,61 s. Vier jaar later herhaalde zij deze laatste prestatie, zij het dat ze bij die gelegenheid bijna twee seconden sneller (57,92) liep dan in 2003, een verbetering van haar persoonlijk record met 0,03 seconde. Eerder dat jaar had ze namelijk tijdens 36e editie van de Asics Gouden Spike in Leiden de 400 m horden gewonnen in 57,95.
Ruben is aangesloten bij atletiekvereniging AV Atverni en wordt getraind door Rogier Ummels, die zelf ook hordeloper is. Ze werkt als sportconsulent bij de Gelderse Sport Federatie.

## Nederlandse kampioenschappen
Outdoor
| Onderdeel    | Jaar       |
| ------------ | ---------- |
| 400 m horden | 2003, 2007 |

Indoor
| Onderdeel | Jaar |
| --------- | ---- |
| 200 m     | 2003 |

## Persoonlijke records
Outdoor
| Onderdeel    | Prestatie | Datum            | Plaats     |
| ------------ | --------- | ---------------- | ---------- |
| 100 m        | 12,05 s   | 8 juli 2007      | Oordegem   |
| 200 m        | 24,70 s   | 8 juli 2007      | Oordegem   |
| 300 m        | 39,34 s   | 5 mei 2007       | Lisse      |
| 400 m        | 54,65 s   | 22 juli 2007     | Oordegem   |
| 800 m        | 2.10,31   | 11 augustus 2007 | Nieuwegein |
| 100 m horden | 14,50 s   | 18 augustus 2007 | Breda      |
| 400 m horden | 57,92 s   | 1 juli 2007      | Amsterdam  |

Indoor
| Onderdeel   | Prestatie | Datum            | Plaats    |
| ----------- | --------- | ---------------- | --------- |
| 50 m        | 6,89 s    | 18 december 2005 | Groningen |
| 60 m        | 7,83 s    | 19 januari 2008  | Gent      |
| 60 m horden | 9,35 s    | 6 januari 2002   | Dortmund  |
| 200 m       | 25,24 s   | 15 februari 2003 | Gent      |
| 400 m       | 55,14 s   | 18 februari 2006 | Gent      |

## Palmares

### 200 m
- 2003:  NK indoor - 25,24 s

### 400 m
- 2004:  NK indoor - 56,12 s

### 400 m horden
- 2002:  NK - 61,30 s
- 2003:  NK - 59,61 s
- 2004:  NK - 59,24 s
- 2005:  NK - 59,15 s
- 2006:  NK - 57,95 s
- 2007:  NK - 57,92 s
- 2008:  NK - 59,07 s